# Любач (Березинський район)
Любач (біл. вёска Любач) — село в складі Березинського району Мінської області, Білорусь. Село підпорядковане Ушанській сільській раді, розташоване в східній частині області.